# Katakáli
Katakáli (Katakali) är en ort i Grekland.   Den ligger i prefekturen Nomós Korinthías och regionen Peloponnesos, i den sydöstra delen av landet, 60 km väster om huvudstaden Aten. Katakáli ligger 42 meter över havet och antalet invånare är 106.
Terrängen runt Katakáli är kuperad åt sydväst, men åt nordost är den platt. Havet är nära Katakáli åt nordost. Runt Katakáli är det glesbefolkat, med 15 invånare per kvadratkilometer. Närmaste större samhälle är Korinth, 14,0 km nordväst om Katakáli. 